# أحوال تركية
أحوال تركية هو موقع إخباري على الإنترنت يقدم تقارير رئيسية عن تركيا. تم إطلاق الموقع في عام 2017. الصحفي التركي ياوز بيدر هو المحرر الحالي وإلهان تانير رئيس مكتب اللغة الإنجليزية، إرغون باباهان رئيس تحرير القسم الإنكليزي وغسان إبراهيم مدير التحرير.
غادر ياوز بيدر تركيا بعد محاولة الانقلاب عام 2016، موضحًا لـ The Arab Weekly أن «أبلغت في الأشهر التي تلت الانقلاب، والتي أدت إلى كابوس لأولئك الذين كان قاسمهم المشترك يختلف مع الطريقة التي حكم بها الرئيس أردوغان البلاد». أمر المدعون الأتراك باعتقال بايدر مع أكثر من 30 صحفيًا آخرين في 30 أغسطس 2016، لكن بايدر ذهب بالفعل إلى المنفى.
بعد مغادرة تركيا، كتب بيدر في عدة صحف غربية قبل إطلاق أحوال تركية في 1 نوفمبر 2017.
تعود ملكية الموقع إلى Ahval News Ltd ، ومقرها في قبرص. رد بيدر على مزاعم تمويل أحوال بقوله «مهما كان ممولك، ما يهم هو الاستقلال. عندما عملت في إنجلترا، في خدمة بي بي سي العالمية، لم يكن هناك مشكلة بالنسبة لي بتمويل هذه المؤسسة جزئيًا من قبل حكومة لندن».
وذكر بايدر «لسنا لسان حال أي جماعة مصالح ولا نحن جزء من أي حركة ناشطة». واتهمت وسائل الإعلام الحكومية الموالية لتركيا مثل ديلي صباح الموقع بالارتباط بتنظيم حليف أردوغان السابق فتح الله غولن، الذي تدعي تركيا مسؤوليته عن محاولة الانقلاب الفاشلة عام 2016 . ينكر بيدر أن الموقع لديه أي ارتباط مع غولن. وفقًا لموقع ميدل إيست أونلاين، تم فصل 140 ألف عامل في القطاع العام منذ عام 2016 بسبب صلات مزعومة مع غولن. وقد أشارت منظمة صوت أمريكا إلى أنه «مع اشتداد القمع... يتهم النقاد بشكل متزايد الحكومة بالسعي لخنق المعارضة بدلاً من حماية الديمقراطية».
نشر أحوال تركية تعليقًا نقديًا على حركة غولن من قبل مؤلفين مثل نيك أشدون وغوكهان باجيك. . غادر باجيك حركة غولن و «بدأ في كتابة مقالات نقدية ومفيدة للغاية عن كل من حركة غولن والمحافظة الإسلامية». وأشار الصحفي التركي جنكيز كاندار، الذي يكتب في «المونيتور»، إلى أن «غارات الشرطة على المساكن استهدفت العديد من الأشخاص المرتبطين بالانقلاب الفاشل. لكن ربط بيدار بالانقلاب أمر مستحيل».
في فبراير 2018، تم حظر موقع أحوال تركية من قبل الحكومة التركية للمستخدمين داخل تركيا. في مقابلة مع Observatoireturquie.fr ، ذكر بيدر أن الموقع به 230 ألف زائر يوميًا.